# Schleife (Ort)

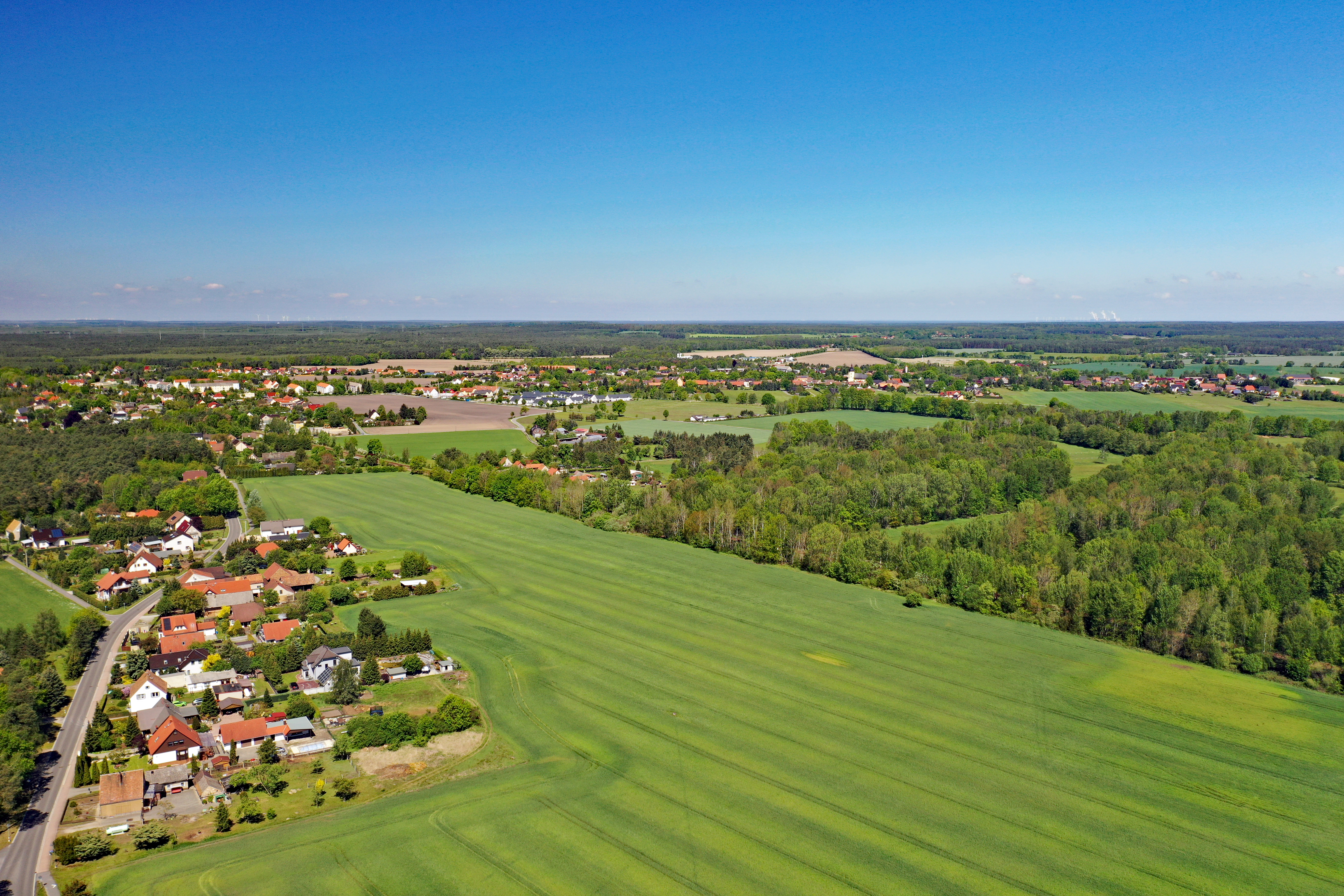
Luftbild

Das Dorf Schleife, obersorbisch Slepoⓘ (Schleifer Sorbisch Slěpe), ist der Sitz der gleichnamigen Gemeinde und der Verwaltungsgemeinschaft Schleife im Landkreis Görlitz in Ostsachsen. Seit Mitte der 1990er Jahre gehören die beiden Dörfer Rohne und Mulkwitz zur Gemeinde.
Schleife ist als Kirchort im sorbischen Siedlungsgebiet der Oberlausitz Zentrum der Schleifer Region, in der die Schleifer Tracht und der Schleifer Dialekt der sorbischen Sprache beheimatet sind. Im Schleifer Dialekt hat der Ort den nichtoffiziellen Namen Slěpe.

## Geografie
Die Gemeinde Schleife liegt in einer waldreichen Gegend am Nordwestrand der Muskauer Heide im nördlichen Teil des Landkreises, an der Grenze zu Brandenburg. Sie liegt zehn Kilometer nordwestlich von Weißwasser/Oberlausitz und 13 Kilometer östlich des Stadtgebiets von Spremberg. An die Gemeinde grenzen die Gemeinden Groß Düben im Osten, Trebendorf im Süden, Spreetal im Westen und die Stadt Spremberg mit ihren Ortsteilen Graustein und Lieskau im Norden.
Im Gemeindegebiet liegt ein Teil des Halbendorfer Sees und das Naturschutzgebiet Altes Schleifer Teichgelände. Charakteristisch für die Schleifer Region ist außerdem die Struga, die durch alle drei Gemeindeteile fließt.

## Geschichte

### Ortsgeschichte
Schleife wurde am 21. Januar 1272 erstmals als Slepe urkundlich erwähnt. Zu dieser Zeit war der Siedlungsprozess, der in der Schleifer Region wahrscheinlich im 12. oder frühen 13. Jahrhundert durch Sorben aus der Niederlausitz begann, in vollem Gang. Trotz der Nähe zum Altsiedelgebiet der Herrschaft Muskau befanden sich die Dörfer in landesherrlichem Besitz. Gegen Ende des 14. Jahrhunderts war Schleife Sitz der Adelsfamilie von Köckritz, die ursprünglich aus dem Vogtland stammte und weitere Besitzungen in der Niederlausitz hatte. Die Spuren der Familie verlieren sich in Schleife um 1430; gegen Mitte des Jahrhunderts sind Schleife und einige weitere Orte des Kirchspiels Muskauer Pertinenzien. Um die Schulden der Herrschaft Muskau zu drücken, wurden die anfallenden Steuern aus Schleife und Rohne durch Wenzel von Biberstein im Jahr 1464 um 200 Schock Groschen an das Kloster St. Marienstern verkauft. In einem schwelenden Streit zwischen den Bibersteins und dem Landesherrn, König Ferdinand I., wurde 1541 der katholische Pfarrer aus Schleife durch Sigmund von Biberstein vertrieben, um durch einen protestantischen Prediger ersetzt zu werden.
Im Dreißigjährigen Krieg wirkte sich die Lage des Dorfes an der Niederen Landesstraße (auch Niedere Heeresstraße genannt), die von Leipzig aus über Spremberg, Muskau und Sorau nach Warschau führte, verheerend aus. Zwischen 1630 und 1647 wurden 21 von 40 Wirtschaften durch Truppendurchmärsche und deren Folgen wüst. Gegen Ende des Krieges kam die Herrschaft Muskau durch Heirat an die Grafen von Callenberg. Curt Reinicke II. von Callenberg stritt sich zwischen 1678 und 1690 mit Bauern des Schleifer Kirchspiels um nicht erbrachte Frondienste. Nachdem es anfangs nur Schleifer Bauern waren, kam es seit 1686 auch zu Streit mit Bauern aus Mulkwitz, Mühlrose und Rohne. Fest entschlossen, den bäuerlichen Widerstand zu brechen, nutze er seine herrschaftlichen Möglichkeiten aus. In der Folge flüchteten mehrere Bauern in die benachbarte Herrschaft Hoyerswerda oder ins niederlausitzische Lieskau. Durch seinen Sohn, Graf Alexander von Callenberg, erhielt Schleife 1730 eine Schule.
In den Befreiungskriegen marschierten Truppen beider Seiten durch Schleife. Das Königreich Sachsen, an französischer Seite kämpfend, musste infolgedessen 1815 unter anderem den östlichen Teil der Oberlausitz an das Königreich Preußen abtreten. Schleife kam dadurch in den 1816 neu gebildeten Kreis Rothenburg, Provinz Schlesien. Regulierungsprozesse zögerten die Abschaffung des Feudalwesens in Schleife über etwa 30 Jahre bis 1858 hinaus. Das Vorwerk Schleife war 1873 das neunte und letzte der zwanzig herrschaftlichen Vorwerke, die von der Standesherrschaft Muskau auf Grund von schlechten Erträgen aufgegeben wurden.

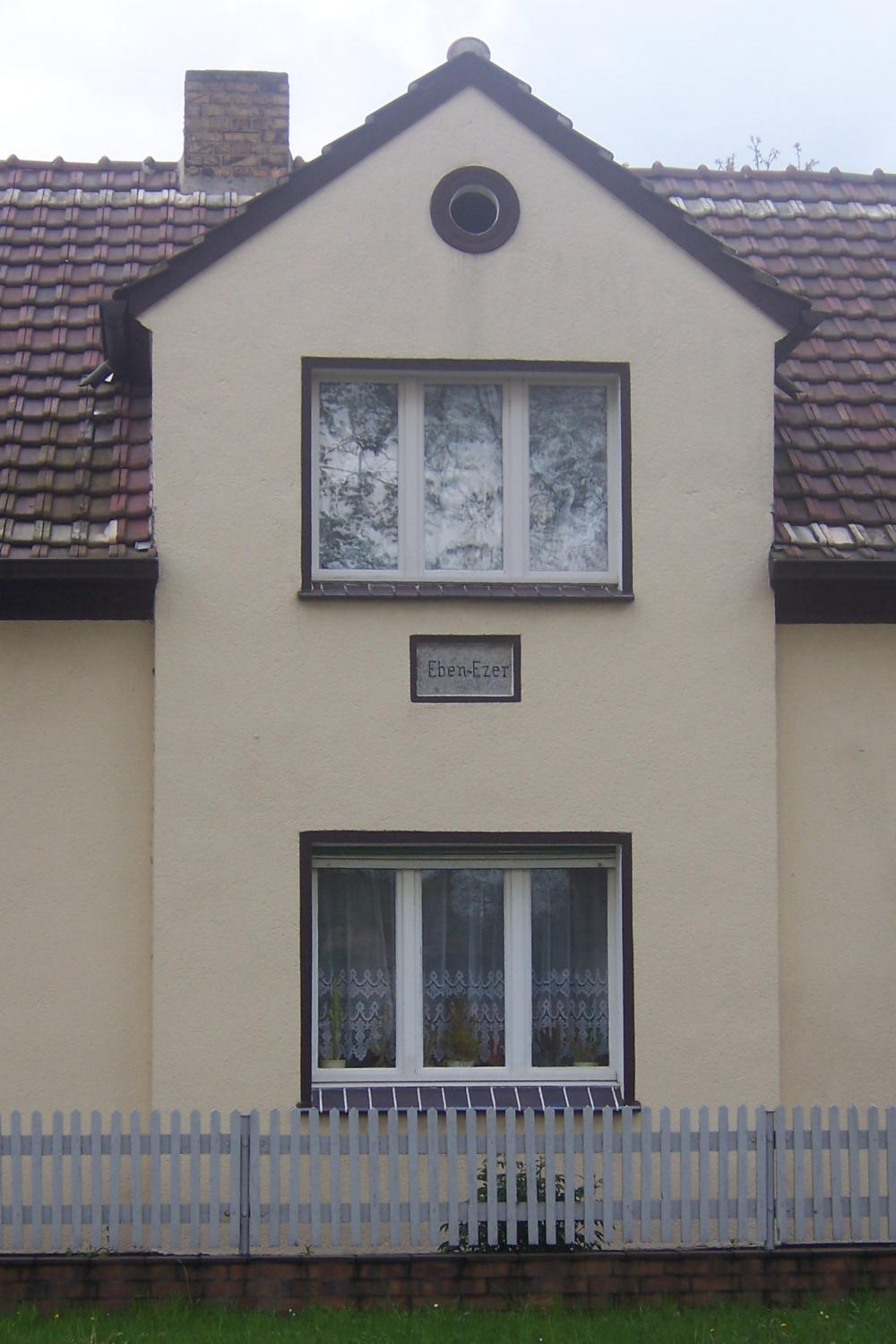
Denkmal Eben-Ezer

In der Nacht vom 2. auf den 3. Juni 1889 stand eine Wirtschaft in Flammen. Starker Ostwind ließ das Feuer überspringen, so dass in kurzer Zeit 31 Gebäude brannten. Durch das Feuer wurden 11 Gehöfte beidseits der Dorfstraße zerstört. An diesen Großbrand erinnert eine Tafel mit der Aufschrift Eben-Ezer (‚Stein der Hilfe Gottes‘, etwa „bis hierher hat uns Gott geholfen“), die im Neubau des Wohnhauses des letzten betroffenen Gehöfts eingelassen wurde.
Die Bahnstrecke Cottbus–Görlitz der Berlin-Görlitzer Eisenbahn-Gesellschaft wurde 1867 südlich des Dorfes durch die Gemarkung Schleife geführt. Die Bahnstation wurde noch vor der Jahrhundertwende erweitert um eine Postagentur, einen Warteraum für Passagiere, Wohngebäude für Bahnbeamte und eine Station für den Güterverkehr. Zwischen Spremberg und Schleife kam es am 7. August 1905 durch menschliche Fehler zu einem Frontalzusammenstoß zweier Züge, durch den 19 Menschen starben und 40 weitere schwer verletzt wurden.
Die Gemeinde erwarb 1914 vom Muskauer Standesherrn Traugott Herrman Graf von Arnim-Muskau die Flächen von der Struga bis zur Bahnlinie und 1920 von seinem Adoptivsohn und Nachfolger, Adolf Graf von Arnim-Muskau, noch einmal 150 Morgen Wald hinter der Bahnlinie. Diese Flächen wurden in Parzellen aufgeteilt und an Interessenten verkauft. Die dadurch entstandene Siedlung sowie der Bevölkerungsstrom aus verlorenen Ostgebieten sorgten für einen enormen Bevölkerungsanstieg. Durch Schleife, bereits vor Ausbruch des Ersten Weltkriegs elektrifiziert, wurde 1926 eine 100-kV-Leitung vom Kraftwerk Trattendorf nach Sagan gelegt. Diese Leitung wurde 1946 als Reparationsleistung für die Sowjetunion abgebaut.
Nach der Machtübernahme der NSDAP wurden 1934 westlich von Schleife an der Straße nach Spremberg Vermessungsarbeiten zum Bau einer „Hühnerfarm“ durchgeführt. Im Folgejahr wurde dort mit dem Bau der Luft-Hauptmunitionsanstalt Weißwasser begonnen. Ein Anschlussgleis sicherte den Transport von Arbeitern und Baumaterialien, so dass bis zum Ausbruch des Zweiten Weltkriegs eine Wohnsiedlung und eine Munitionsanstalt (Muna) mit Produktions- und Verwaltungsgebäuden, Tanklagern und 100 Munitionsbunker mit einer Gesamtkapazität von über 2500 t entstanden. Auch nach dem Bau blieb die Muna ein großer Arbeitgeber; 300–400 Beschäftigte stellten Granaten zwischen zwei und 12,8 cm her. Entstandene Lücken durch kriegsverwendungsfähige Männer wurden in den Kriegsjahren mit Frauen und Gefangenen aus Weißrussland und der Ukraine geschlossen. Im Februar 1945 wurde die Munitionsanstalt geräumt und zur Lufthauptmunitionsanstalt Langlau in Franken verlegt. Anders als die Muna, die nie aus der Luft angegriffen wurde, waren die Trecks Ziele von Tieffliegern.
Das Dorf wurde ebenfalls mehrfach das Ziel von Luftangriffen. Am 10. April 1945, die 3. Verteidigungslinie der Neißefront befand sich im fieberhaften Aufbau, landete Generalfeldmarschall Schörner in Schleife. Er inspizierte die Muna sowie die Verteidigungsstellungen der Truppen. Auf dem Marktplatz in Weißwasser ließ er Soldaten wegen „Feigheit vor dem Feind“ erschießen.
Am 16. April 1945 begann mit dem Überschreiten der Oder-Neiße-Linie die letzte große Schlacht des Kriegs in Deutschland. Stalin war ohne Rücksicht auf eigene Verluste gewillt, Berlin vor den Westalliierten einzunehmen. Am Nachmittag des Tages wurde Schleife durch Tiefflieger mit Bomben, Granaten und Bordbewaffnung beschossen. Die meisten Einwohner zogen im Schutz der einsetzenden Dämmerung sowie am nächsten Tag in Richtung Neustadt/Spree und weiter über Burghammer auf einem Weg südlich um Hoyerswerda nach Wittichenau. Die Muna wurde unzerstört nach beidseits verlustreichen Kämpfen um das Dorf eingenommen und am Abend des 17. April wehte eine weiße Fahne auf dem Kirchturm. Der Vormarsch der Roten Armee ging weiter und sie erreichte am folgenden Tag in Neustadt die Spree. Der Flüchtlingstreck zog am 19. April weiter durch Kamenz, Brauna und Reichenbach. In den folgenden Tagen erreichte er in Wachau sein vorläufiges Ziel. Als Wachau am 7. Mai geräumt wurde, ging es weiter über Langebrück und die Dresdner Heide bis zum Weißen Hirsch; ein Teil der Wagen zog weiter und überquerte die Elbe.
Nach dem Kriegsende zogen die Flüchtlinge am 15. und 16. Mai entlang der Reichsstraße 97 und weiter über Burg, Burghammer und Neustadt nach Schleife zurück. Unterwegs waren sie Plünderungen ausgesetzt. In Schleife angekommen, fanden sie ein teilweise zerstörtes Dorf vor. Die Kirche war schwer beschädigt, 11 Wirtschaften und acht weitere Wohnhäuser sowie 28 Scheunen und Stallungen waren gänzlich zerstört. Viele Häuser waren geplündert und das Vieh weggetrieben. Etwa acht Wochen lang wurden die Toten geborgen und beerdigt. Gefallene Sowjetsoldaten aus Schleife und den umliegenden Dörfern wurden auf dem Heldenfriedhof der Rotarmisten in Trebendorf beerdigt.
Das Munagelände wurde teilweise gesprengt und teilweise von der Roten Armee als Stützpunkt mit rund 300 Soldaten genutzt. Während der DDR-Zeit wurde es zu einem Tanklager mit einem Fassungsvermögen von etwa 70 Millionen Litern ausgebaut. Ein anderer Teil des Komplexes wurde als Verwaltungsschule sowie zeitweise als Kindergarten genutzt.
Nach der Verwaltungsreform von 1952, die die Auflösung der Länder und die Einführung von Bezirken zur Folge hatte, wurde Schleife dem Kreis Weißwasser (Bezirk Cottbus) zugeordnet.
Nachdem 1959 in Schleife noch immer keine Landwirtschaftliche Produktionsgenossenschaft (LPG) gegründet wurde und auch der Bürgermeister kein Interesse hatte, eine unter seinem Vorsitz zu gründen („da gehe ich lieber stempeln“), wurden er und sein Stellvertreter abberufen. Im März 1960 kamen Rote Brigaden nach Schleife, die ohne Rücksicht auf Recht und Gesetz Bauern zum „freiwilligen Eintritt“ in die LPG drängten. Unter enormem psychischen Druck und um nicht die persönliche Freiheit einzubüßen, wurde schließlich eine LPG gegründet.
Bis 1969 wurde an der Gemarkungsgrenze im Tagebau Trebendorfer Felder Braunkohle abgebaut. Während dieser Zeit wurde mit dem Aufschluss des Tagebaus Nochten ein weiterer Großarbeitgeber erschlossen. Durch weiteren Zuzug waren die vorhandenen Kapazitäten der Schule Schleife mehrfach an ihre Grenzen gestoßen, so dass 1968 mit dem Bau eines neuen Schulkomplexes mit einer Kapazität für rund 700 Schüler begonnen wurde, der in zwei Bauabschnitten in den Jahren 1971 und 1972 übergeben wurde.
Nach der Wiedervereinigung Deutschlands und dem Abzug der Sowjetarmee vom Munagelände musste dieses aufwendig gereinigt werden. Die Nutzung des Geländes wurde nach und nach für die örtlichen Vereine freigegeben, so hat beispielsweise der Schützenverein Schleife dort eine Schießsportanlage errichtet.

### Ortsname
Der Name wurde wohl aus dem slawischen „slip“, murmeln abgeleitet, was von dem murmelnden Geräusch beim Betreten von Moorboden stammen könnte. Nach Meschgang entstand [Schleife – Slepo] auf einem Platz, aus dem Wasser quoll, wenn man darüber ging, zu altslawisch slěpati‚ hervorquellen, hervorsprudeln. Nach Eichler/Walther ist es wahrscheinlicher, dass das altsorbische Adjektiv „slěpy“, blind zu Grunde liegt. Schleife wäre dann ein „Ort am trüben Bach“.

### Bevölkerung und Sprache
Für seine Statistik über die sorbische Bevölkerung in der Oberlausitz ermittelte Arnošt Muka in den 1880er Jahren eine Bevölkerungszahl von 615, darunter 595 Sorben (97 %) und 20 Deutsche. Ernst Tschernik zählte 1956 einen sorbischsprachigen Bevölkerungsanteil von noch 44,9 %. Der Rückgang war v. a. durch die fortschreitende Industrialisierung der Region sowie den Zuzug deutschsprachiger Umsiedler aus den ehemaligen Ostgebieten verursacht. Vereinzelt wird bis in die Gegenwart im Ort der Schleifer Dialekt gesprochen, ein Übergangsdialekt zwischen Ober- und Niedersorbisch. Zudem bildet das Kirchspiel eine eigene Trachtenregion.

## Politik

### Gemeinderat
Seit der Gemeinderatswahl am 9. Juni 2024 verteilen sich die 14 Sitze des Gemeinderates folgendermaßen auf die einzelnen Gruppierungen:
| Gemeinderat ab 2024Insgesamt 14 Sitze - Lok: 5 - IGMH: 2 - CDU: 3 - AfD: 4 | Liste                                                               | 2024   | 2024   | 2019   | 2019   | 2014   | 2014   |
| Gemeinderat ab 2024Insgesamt 14 Sitze - Lok: 5 - IGMH: 2 - CDU: 3 - AfD: 4 | Liste                                                               | Sitze  | in %   | Sitze  | in %   | Sitze  | in %   |
| Gemeinderat ab 2024Insgesamt 14 Sitze - Lok: 5 - IGMH: 2 - CDU: 3 - AfD: 4 | Wählervereinigung SV Lok Schleife                                   | 5      | 33,6   | 5      | 31,4   | 5      | 32,8   |
| Gemeinderat ab 2024Insgesamt 14 Sitze - Lok: 5 - IGMH: 2 - CDU: 3 - AfD: 4 | AfD                                                                 | 4      | 26,4   | 1      | 18,8   | –      | –      |
| Gemeinderat ab 2024Insgesamt 14 Sitze - Lok: 5 - IGMH: 2 - CDU: 3 - AfD: 4 | CDU                                                                 | 3      | 25,2   | 5      | 33,9   | 7      | 40,5   |
| Gemeinderat ab 2024Insgesamt 14 Sitze - Lok: 5 - IGMH: 2 - CDU: 3 - AfD: 4 | Interessengemeinschaft Mulkwitzer Hochkippen                        | 2      | 14,8   | –      | –      | –      | –      |
| Gemeinderat ab 2024Insgesamt 14 Sitze - Lok: 5 - IGMH: 2 - CDU: 3 - AfD: 4 | Linke                                                               | –      | –      | 1      | 7,8    | 3      | 19,3   |
| Gemeinderat ab 2024Insgesamt 14 Sitze - Lok: 5 - IGMH: 2 - CDU: 3 - AfD: 4 | Wählervereinigung Heimatverein/Schützenverein/Freunde der Feuerwehr | –      | –      | –      | 6,2    | 1      | 7,4    |
| Gemeinderat ab 2024Insgesamt 14 Sitze - Lok: 5 - IGMH: 2 - CDU: 3 - AfD: 4 | Grüne                                                               | –      | –      | –      | 1,9    | –      | –      |
| Gemeinderat ab 2024Insgesamt 14 Sitze - Lok: 5 - IGMH: 2 - CDU: 3 - AfD: 4 | Wahlbeteiligung                                                     | 74,2 % | 74,2 % | 68,6 % | 68,6 % | 57,7 % | 57,7 % |

### Bürgermeister
- 1990–2001: Helmut Hantscho (CDU)
- 2001–2008: Hans Hascha (CDU)
- 2008–2020: Reinhard Bork (CDU)
- seit 2020: Jörg Funda (CDU)

Im Jahr 2008 wurde Reinhard Bork (CDU) zum Bürgermeister der Gemeinde Schleife gewählt, am 7. Juni 2015 wurde er mit 81,0 Prozent der Stimmen für eine weitere Amtszeit bestätigt. Im Juli 2020 ging Bork in den Ruhestand. Am 1. August 2020 übernahm Jörg Funda (CDU) kommissarisch die Amtsgeschäfte. Bei der Bürgermeisterwahl am 1. November 2020 setzte Funda sich mit 68,5 Prozent der Stimmen gegen Mathias Lampe (AfD) durch, der 31,5 Prozent erhielt.
| Wahl | Bürgermeister         | Vorschlag | Wahlergebnis (in %) |
| ---- | --------------------- | --------- | ------------------- |
| 2020 | Hans Jörg Funda       | CDU       | 68,5                |
| 2015 | Reinhard Joachim Bork | CDU       | 81,0                |
| 2008 | Reinhard Joachim Bork | CDU       | 97,6                |
| 2001 | Hans Hascha           | CDU       | 51,1                |

## Kirchspiel Schleife

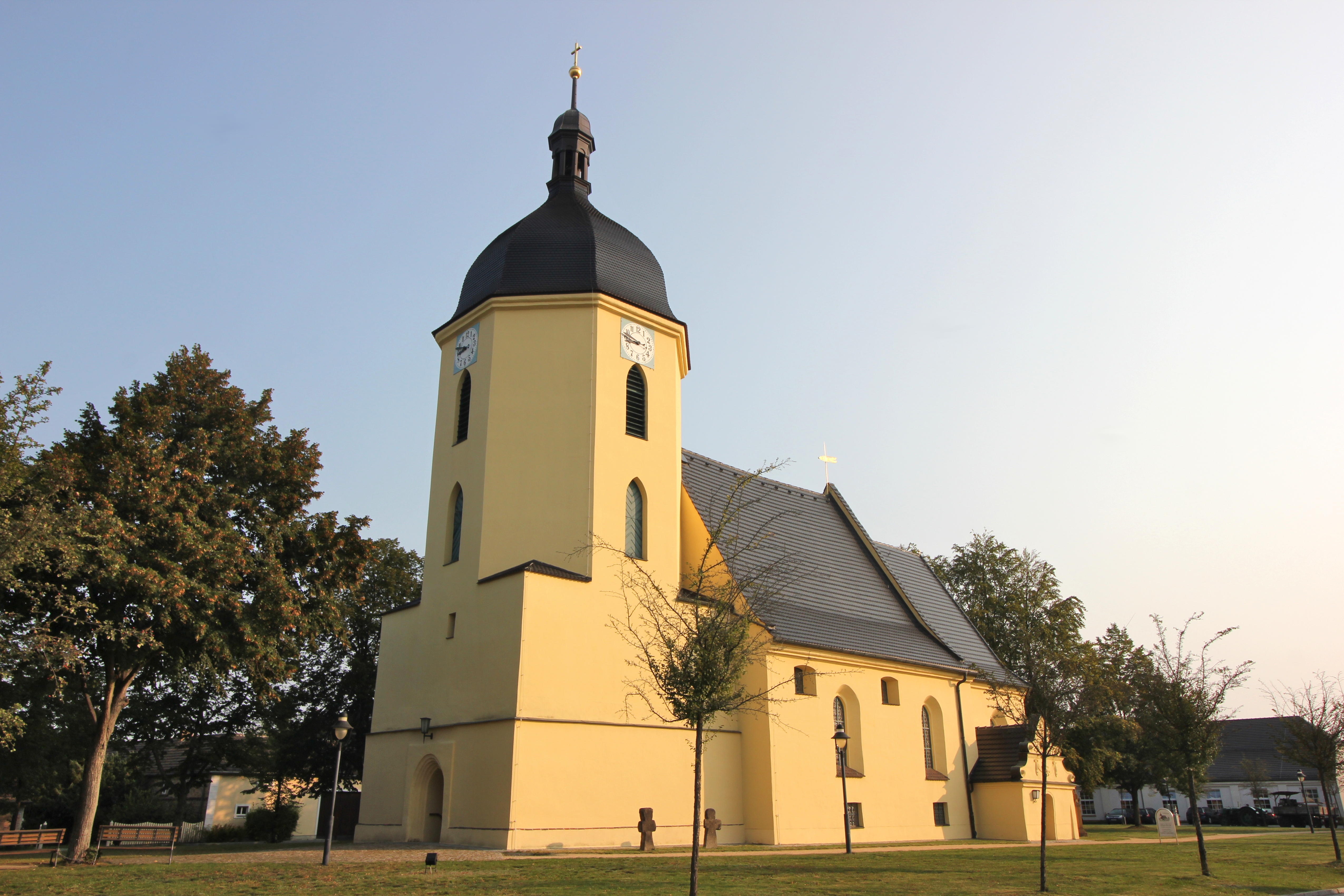
Wahrzeichen der Schleifer Region – die spätgotische Kirche mit ihrem charakteristisch gedrungen wirkendem Turm

Der Großteil der religiösen Bevölkerung ist evangelisch. Zum Kirchspiel gehören die sieben Dörfer der Verwaltungsgemeinschaft (Groß Düben, Halbendorf, Mulkwitz, Mühlrose, Rohne, Schleife, Trebendorf) sowie das brandenburgische Lieskau. Bis Anfang der 1920er Jahre wurden Neustadt/Spree und der Mühlroser Ortsteil Ruhlmühle zum Kirchspiel Spreewitz umgepfarrt.
Innerhalb der Schleifer Tracht der sorbischen Bevölkerung gibt es eine eigene Kirchgangstracht. In Schleife finden auch sorbische und zweisprachige Gottesdienste statt.
Die Pfarrkirche Schleife wurde 1346 erstmals erwähnt. Die Kirche zu Tzschelln, die für das Jahr 1495 belegt ist, war bis 1588 eine Filialkirche von Schleife, danach von Nochten. Der Altarraum der Schleifer Kirche ist das einzige Zeugnis spätgotischer Architektur in der Region. An ihn wurde um 1685 das Kirchenschiff angebaut. Die erste Orgel wurde 1859 im Zuge einer Renovierung eingebaut. Bei einer Innenrenovierung war auch der Dresdner Maler William Krause tätig, der bereits in den Sommermonaten der Jahre 1902 bis 1912 in Schleife weilte und ein Atelier im Pfarrhaus hatte. Gegen Ende des Zweiten Weltkriegs, am 16. und 17. April 1945, wurde die Kirche schwer beschädigt. Der Wiederaufbau erfolgte bis zum Oktober 1946. Ein neues Kruzifix wurde 1948 aufgestellt. Geschnitzt wurde es von der aus Schlesien geflüchteten Künstlerin Dorothea von Philipsborn in Heimarbeit in Trebendorf.
Außer der Evangelischen Kirchgemeinde gibt es in Schleife eine Evangelische freikirchliche Gemeinde.

## Bildung

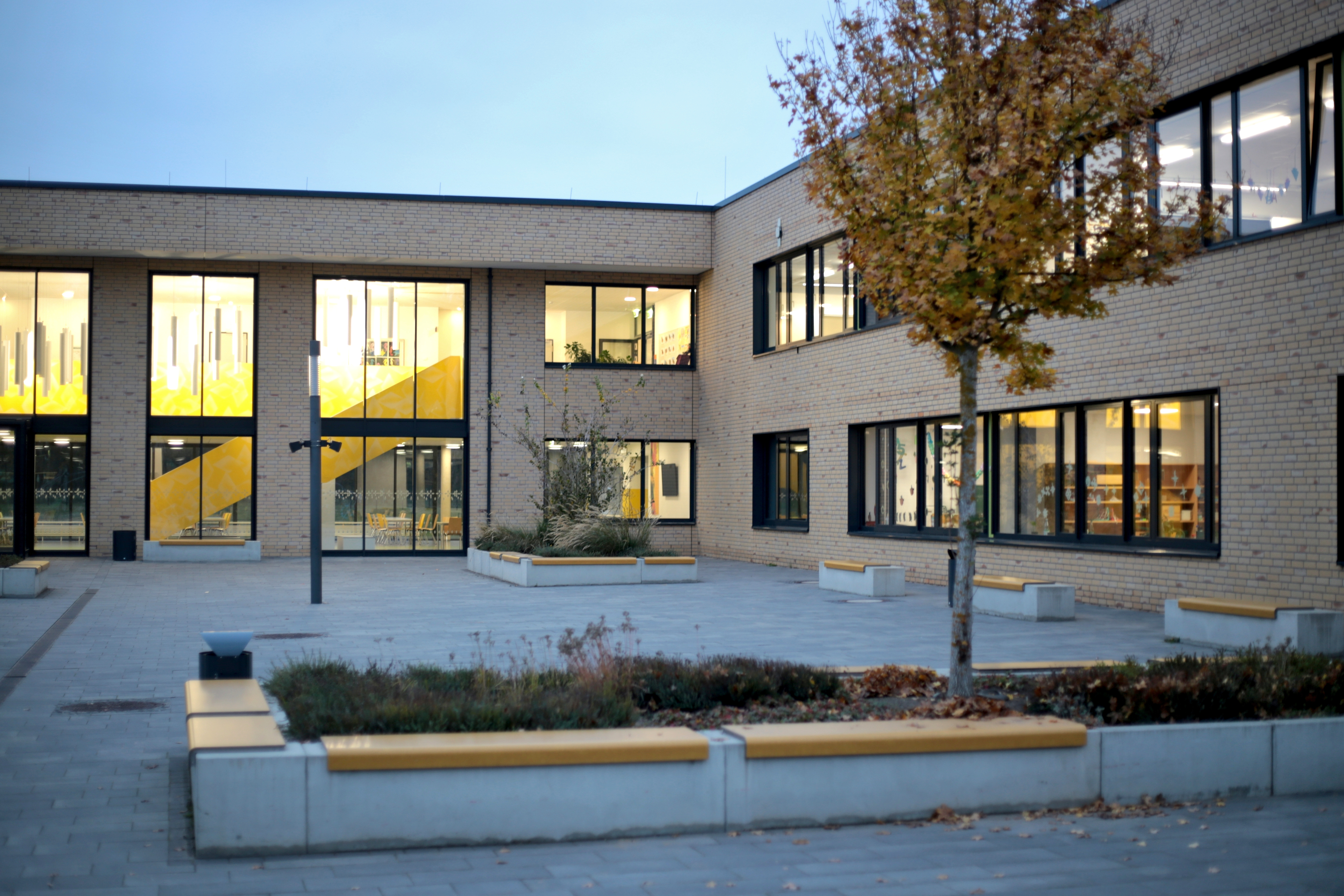
Deutsch-sorbischer Schulkomplex

Im Witaj-Kindergarten in Rohne sowie in den Grund- und Oberschulen „Dr. Marja Grollmus“ wird zusätzlich zum normalen sächsischen Lehrplan auch Sorbisch unterrichtet. Beide Schulen sind im modernen Deutsch-sorbischen Schulkomplex an der Spremberger Straße untergebracht. Hier befindet sich auch die Gemeindebibliothek Schleife.
Im Gebäudekomplex der Verwaltungsschule wurde 1992 die erste Zivildienstschule der neuen Bundesländer untergebracht. In der einzigen Zivildienstschule Sachsens absolvierten Zivildienstleistende bis zum Juni 2011 ein- bis zweiwöchige Lehrgänge zur politischen Bildung.

## Verkehr
Schleife ist mit einem Bahnhof an die Bahnstrecke Berlin–Görlitz angebunden. Dort hält die Regionalbahnlinie RB 65 der Ostdeutschen Eisenbahn (ODEG).
Die Bundesstraße 156 verläuft nördlich der Gemeinde, die Nordtrasse der geplanten Bundesstraße 160 durch das Gemeindegebiet wurde von den Gemeindevertretern mehrheitlich abgelehnt.

## Persönlichkeiten
Der gebürtige Schleifer Halbbauer Johann Hantscho-Hano (1846–1901) war Heimatforscher, Richter und Standesbeamter. Er war ein ausgezeichneter Kenner der Flora und Fauna seiner Umgebung. Durch sein besonderes Interesse für Volksglaube, Brauchtum und Altertümer war er für den Volkskundler Wilibald von Schulenburg bei seinen Recherchen in Schleife für das Buch Wendisches Volkstum in Brauch und Sitte eine unverzichtbare Stütze und Freund. Für ihn sammelte er mehr als 150 Volkserzählungen, die heute die wichtigsten schriftlichen Überlieferungen aus dem Kirchspiel Schleife darstellen.
In Rohne lebte der Schriftsteller und Halbbauer Hanzo Njepila (1766–1856) zeit seines Lebens. Durch seine Werke gibt es einen Einblick in das bäuerliche Leben der Sorben seiner Zeit.
In Schleife erwarb Jakub Lorenc (1874–1939) ein Sägewerk, dessen Einkünfte es ihm gestatteten, als freischaffender Literat unter dem Pseudonym Zalěski tätig zu sein. Er gilt als der bedeutendste sorbische Schriftsteller der Zwischenkriegszeit. Sein Enkelsohn Kito Lorenc (1938–2017) wurde in Schleife geboren. Er ist der bedeutendste sorbische Lyriker der Gegenwart. Auch dessen Bruder, der Schauspieler Michael Lorenz (1939–2023), wurde hier geboren.
Der sorbische Lehrer, Wissenschaftler und Statistiker Ernst Tschernik (1910–1988), der 1954/55 eine umfassende demographische Statistik der sorbischen Lausitz anfertigte, stammte aus Schleife.
Der Radrennfahrer Dieter Zuchold (1939–2014) wurde in Schleife geboren. Er lebte in Leipzig und war 1966 DDR-Meister im Steherrennen.
Der ehemalige Fußballspieler Hans-Joachim Wank (* 1951) wurde in Schleife geboren. Er spielte für die BSG Energie Cottbus in der DDR-Oberliga.
Der Eishockeyspieler Fred Bartell (1960–2003) wurde in Schleife geboren. Er spielte für Dynamo Weißwasser in der DDR-Oberliga und 48 Mal in der Nationalmannschaft der DDR.

## Sehenswürdigkeiten

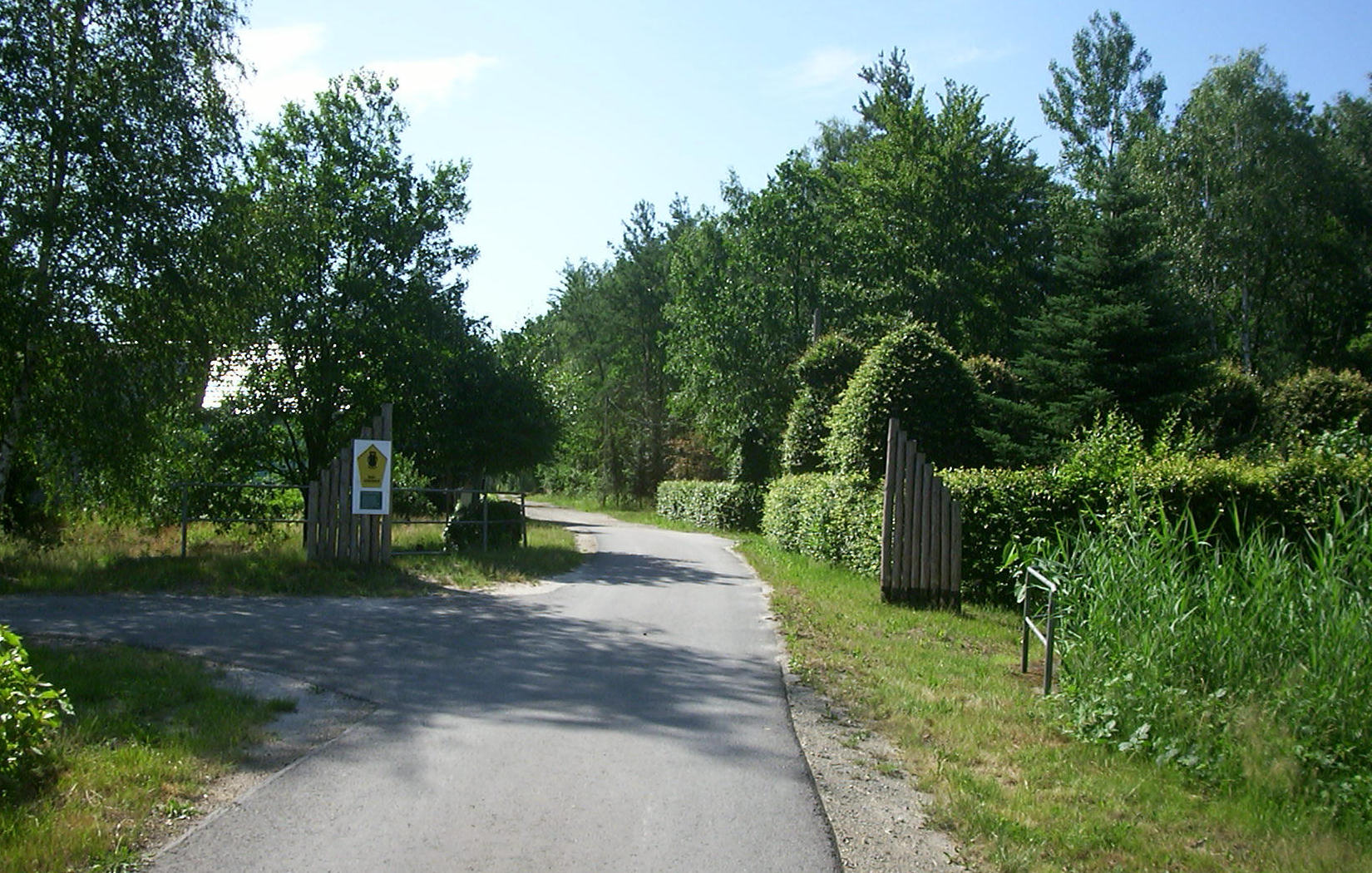
Nordöstliche Zufahrt zum NSG Altes Schleifer Teichgelände

- spätgotische Kirche aus dem 14. Jahrhundert in Schleife
- Pfarrnebengebäude in Feldstein-Ziegelbauweise in Schleife
- Sorbisches Kulturzentrum in Schleife[13]
- Njepila-Hof mit sorbischer Bauernstube in Rohne
- Naturschutzgebiet (NSG) Altes Schleifer Teichgelände (Großteich)
- NSG Urwald Weißwasser/NSG Trebendorfer Tiergarten
- Landschaftsschutzgebiet Mulkwitzer Hochkippe
- Halbendorfer See (Südstrand)

### Folklore und historisches Gehöft
Der Verein Kólesko und das Sorbische Folkloreensemble sind über die Grenzen der Lausitz hinaus für die Traditions- und Brauchtumspflege der Schleifer Region bekannt. Im Gemeindeteil Rohne führt der Njepila-Verein ein historisches Gehöft mit einem Museum.

## Sport
Der SV Lok Schleife, 1901 als Turnverein „Feste Eiche“ gegründet, ist der größte Sportverein des Kirchspiels. Die 1. Handballmännermannschaft wurde 1930 Gaumeister von Brandenburg-Süd und 1934 Vizegaumeister. Im Feldhandball erreichte Lok Schleife 1961 den Aufstieg in die doppelstaffelige DDR-Oberliga und verblieb in dieser fünf Jahre lang bis zur Vereinigung der beiden Staffeln. Nach der Wende konnte sich die Faustballdamenmannschaft in der 1. und 2. Faustball-Bundesliga etablieren. Regional sind vor allem die Fußballmannschaften des SV Lok bekannt.